# Valaitis
Valaitis ist ein litauischer männlicher Familienname, abgeleitet von Valys.

## Weibliche Formen
- Valaitytė (ledig)
- Valaitienė (verheiratet)

## Namensträger
- Lena Valaitis (geb. 1943), deutsch-litauische Schlagersängerin
- Wladimir Valaitis (geb. 1923), ukrainischer Opernsänger (Bassbariton)